# Mounira Zakraoui
Mounira Zakraoui (arabe : منيرة الزكراوي) est une actrice tunisienne, notamment connue pour son rôle de Kmar dans la série télévisée Pour les beaux yeux de Catherine. Elle est également metteur en scène de théâtre.

## Biographie
Elle est présente dans la deuxième édition du Festival du cinéma méditerranéen Manarat en juillet 2019.

## Filmographie

### Cinéma
- 1996 : Tourba (court métrage) de Moncef Dhouib
- 2006 : La télé arrive de Moncef Dhouib
- 2016 : Déjà vu (court métrage) de Dorsaf Hasni[2]
- 2017 : El Jaida de Salma Baccar
- 2018 : Bolbol (court métrage) de Khedija Lemkecher[3] primé au festival de Vérone[4]
- 2019 :
  - True Story (court métrage) d'Amine Lakhnech : le diable
  - Porto Farina d'Ibrahim Letaïef[5],[6]

### Télévision
- 2012 : Pour les beaux yeux de Catherine de Hamadi Arafa et Rafika Boujday : Kmar
- 2015 : Ambulance de Lassaad Oueslati : Sherazade
- 2016 : Bolice 2.0 de Majdi Smiri
- 2017 :
  - Flashback (saison 2) de Mourad Ben Cheikh
  -  La Coiffeuse (ar) de Zied Litayem et Omar Touti
- 2018 : Ali Chouerreb (saison 1) de Yosri Bouassida et Riadh Nefoussi : mère de Khaled
- 2019 : El Maestro (invitée d'honneur) de Lassaad Oueslati : mère de Mohamed
- 2024 : Beb Rezk de Heifel Ben Youssef : Rachida

## Théâtre
- 1996 : Clown Darnabou, mise en scène de Mounira Zakraoui
- 2006 : Pour que la belle ne tarde pas[7], texte et mise en scène de Mounira Zakraoui
- 2008 : Harr adhalam[8], texte de Samir Ayadi et mise en scène de Mounira Zakraoui
- 2009 : Al Karar, mise en scène de Mounira Zakraoui[9]
- 2010 : Parcours d'un artiste passionné, mise en scène de Saber El Hammi, direction des acteurs par Mounira Zakraoui
- 2015 : Tounes, mise en scène d'Ahmed Amine Ben Saad[10],[11]
- 2018 : Fanstastic City Again de Sihem Akil Chaabane et Ahmed Amine Ben Saad[12],[13],[14]
- 2019 : Délivrance de Mounira Zakraoui[15]